# Luc Wirtgen
Luc Wirtgen, né le 7 juillet 1998, est un coureur cycliste luxembourgeois. Son frère aîné Tom est également coureur cycliste.

## Biographie
En cours d'année 2017, Luc Wirtgen rejoint l'équipe continentale luxembourgeoise Leopard. En 2018, il devient vice-champion du Luxembourg sur route espoirs derrière son coéquipier Pit Leyder. La même année, il termine cinquième du Tour de Moselle.
En 2019, il signe avec l'équipe Wallonie-Bruxelles Development. À partir du mois d'août, il rejoint l'équipe première Wallonie Bruxelles en tant que stagiaire. Durant son stage, il se classe notamment 19e de la Course des raisins et 31e de la Coupe Sels. À l'issue de cette période, il signe son premier contrat professionnel avec celle-ci,.
En avril 2022, il participe à la Flèche wallonne, où il est membre de l'échappée du jour.

## Palmarès et résultats

### Palmarès par année
- 2007
  - 2e du championnat du Luxembourg sur route minimes
- 2018
  - 2e du championnat du Luxembourg sur route espoirs
- 2022
  - 3e du Tour d'Antalya
- 2025
  - 2e du championnat du Luxembourg sur route

### Classements mondiaux
| Année                                 | 2018  | 2019  | 2020 | 2021 | 2022 | 2023  | 2024  |
| ------------------------------------- | ----- | ----- | ---- | ---- | ---- | ----- | ----- |
| Classement mondial                    | 1512e | 2304e | 725e | 504e | 334e | 1900e | 1538e |
| UCI Europe Tour                       | 966e  | 1479e | 580e | 407e | 268e | nc    | nc    |
|                                       |       |       |      |      |      |       |       |
| Légende : nc = non classéSource : UCI |       |       |      |      |      |       |       |